# グレーディング
グレーディング (ドイツ語: Greding, ドイツ語発音: [ˈgreːdɪŋ]) は、ドイツ連邦共和国バイエルン州ミッテルフランケンのロート郡に属す郡所属市で、アルトミュールタール自然公園内、シュヴァルツァハ川沿いに位置する。

## 地理

### 位置
市域は2つの郡（アイヒシュテット郡とノイマルクト・イン・デア・オーバープファルツ郡）と境を接している。これは、同時に2つの行政管区（オーバーバイエルンとオーバープファルツ）と境を接していることを意味する。グレーディングはインゴルシュタットの北約40km、連邦アウトバーンA9号線沿いに位置する。
- 地形: アルトミュールタール自然公園
- 川: シュッヴァルツァハ川
- 山: カルファリーエンベルク、ガルゲンベルク

### 隣接市町村
バイルングリース、ベルヒング、ディートフルト・アン・デア・アルトミュール、フレイシュタット、ヒルポルトシュタイン、タールメッシング

### 自治体の構成
本市は、公式にはの地区 (Ort) からなる。このうち小集落や孤立農場などを除く集落を以下に列記する。
| - アッテンホーフェン - エッセルベルク - オイアーヴァング - グラーフェンベルク - グレーディング - グロースヘービング - ハウゼン | - ハイムバッハ - ヘルンスベルク - カイジング - クラインノッタースドルフ - クラフツブーフ - ランデルツホーフェン - リンデン | - マッテンドルフ - オーバーメッシング - エスターベルク - レッケンホーフェン - シュッツェンドルフ - ウンターメッシング |

## 歴史
最初に人が定住し始めたのは、紀元前1万年から紀元前6千年頃であった。ディステルミューレ付近にラ＝テーヌ時代（紀元前450年から紀元前350年頃）のケルト人の遺跡がある。文献上の最初の記録は1091年である。帝国領グレーディングは11世紀にアイヒシュテット司教領となり、1803年までその状態にあった。12世紀から13世紀頃にこの町に都市権が与えられた。

### 宗教
主に、ローマ・カトリックである。

## 文化と見所

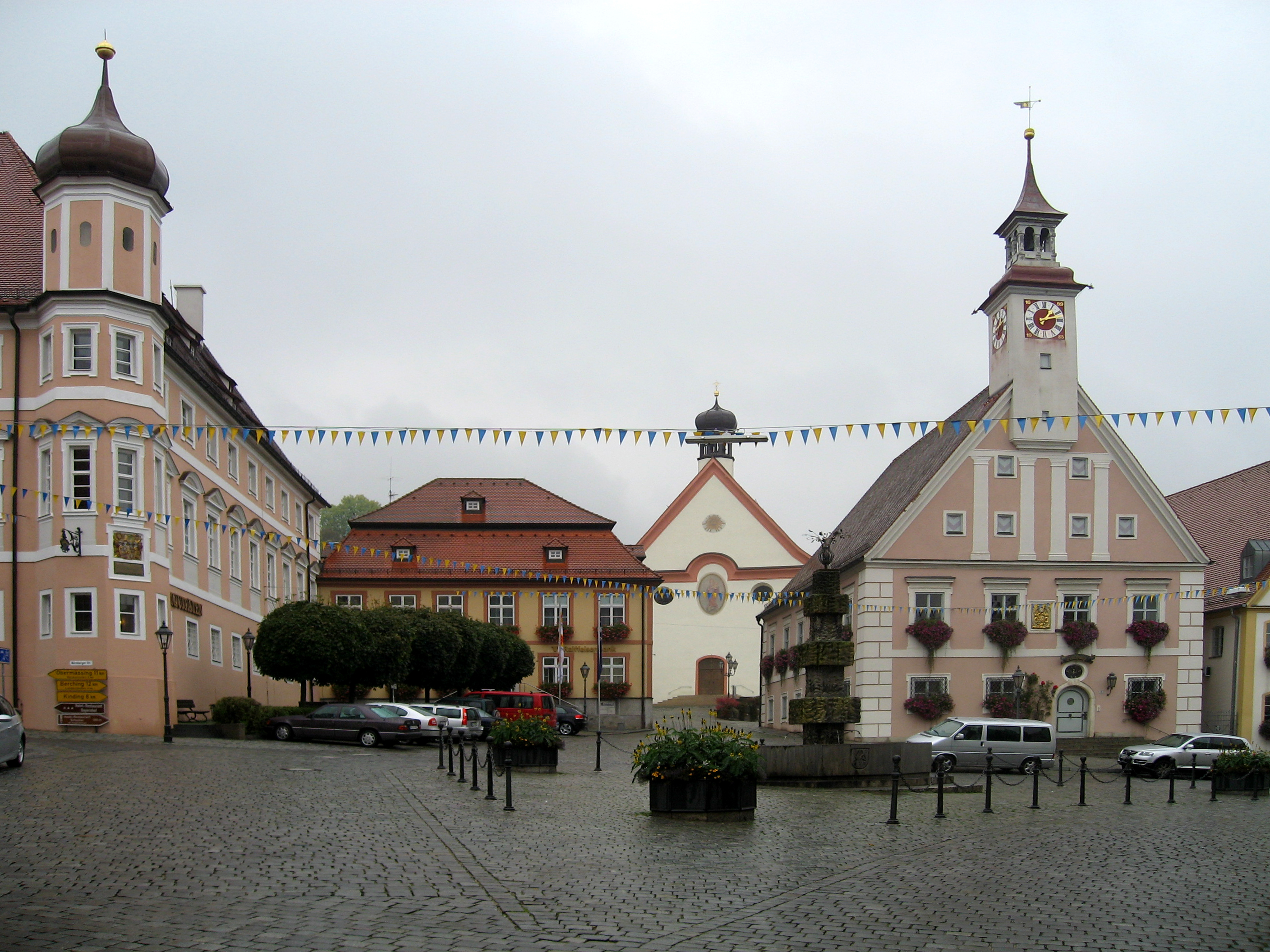
マルクト広場

### 建築物
- ラートハウス
- 市壁
- ロマネスク建築のバシリカ教会 聖マルティン教会
- カトリックの市教区教会 聖ヤーコプ教会
- かつての司教領主の狩猟小屋
- 司教領主の狩りの城

### 博物館
- 自然・人類博物館
- 貯蓄銀行博物館

## 経済と社会資本

### 交通
- 連邦アウトバーンA9号
- 多くのバス路線。ベルリンへの直通バス路線もある。
- 2006年12月10日からは、近隣のキンディング（アルトミュールタール）駅から高速鉄道ニュルンベルク - インゴルシュタット - ミュンヘン線を使って、2時間に1本ずつニュルンベルク方面、ミュンヘン方面への列車にアクセスできる。市内には、この路線の、全長7.7kmのオイアーヴァングトンネルがある。
- 1972年までは、ニュルンベルクまでロート - グレーディング線が結んでいた。

### メディア
- ヒルポルトシュタイン・クーリアー

## 人物

### 出身者
- アントン・ビーアザック (Anton Biersack, 1907 - 1982) 作曲家

## 引用
1. ↑  https://www.statistikdaten.bayern.de/genesis/online?operation=result&code=12411-003r&leerzeilen=false&language=de Genesis-Online-Datenbank des Bayerischen Landesamtes für Statistik Tabelle 12411-003r Fortschreibung des Bevölkerungsstandes: Gemeinden, Stichtag (Einwohnerzahlen auf Grundlage des Zensus 2011)
2. ↑  Max Mangold, ed (2005). Duden, Aussprachewörterbuch (6 ed.). Dudenverl. p. 375. ISBN 978-3-411-04066-7
3. ↑  [ Bayerische Landesbibliothek Online]